# Église Saint-Georges de Villedieu
Pour les articles homonymes, voir Église Saint-Georges.
L’église Saint-Georges de Villedieu est une église catholique située sur l'ancienne commune de Villedieu-en-Champagne aujourd'hui rattachée à Chantenay-Villedieu, en France.

## Présentation
L’édifice est inscrit  au titre des monuments historiques par arrêté en date du 13 septembre 1984. Il est actuellement[Quand ?] en restauration grâce à l'association du patrimoine de Chantenay[réf. nécessaire].

## Description
L'église, de petites dimensions et de style roman, date du XIIe siècle . Elle est entourée d'une allée de grands buis centenaires. Le mobilier a entièrement disparu, vendu par un des acquéreurs au début du XXe siècle[réf. nécessaire].